# Ізабель Дюмон
Ізабель Дюмон (фр. Isabelle Dumont; 9 листопада 1975, Франція) — французька дипломатка. Надзвичайний і Повноважний Посол Франції в Україні.

## Біографія
Народилася 9 листопада 1975 року. Отримала диплом поглибленого вивчення магістра зі славістики, диплом Інституту політичних досліджень Вищої Нормальної школи Фонтене Сен-Клу. Володіє іноземними мовами: англійською, російською, турецькою та іспанською.
У 2003—2006 рр. — співробітниця управління Європи МЗС Франції.
У 2006—2007 рр. — співробітниця Стратегічного управління, оборони та роззброєння МЗС Франції.
У 2007—2009 рр. — радник Міністерства закордонних справ Франції.
У 2009—2011 рр. — перший секретар Постійного представництва Франції при ООН в Нью-Йорку.
У 2011—2013 рр. — другий радник в Анкарі (Туреччина).
У 2013—2015 рр. — заступник директора Управління Росії та Східної Європи МЗС Франції.
З вересня 2015 року — Надзвичайний і Повноважний Посол Франції в Києві (Україна).
17 вересня 2015 року вручила вірчі грамоти Президенту України Петру Порошенку.

## Дипломатичний ранг
- Радник першого класу (Схід)

## Нагороди та відзнаки
- Почесна медаль (золото) Закордонних справ за прояв сміливості та відданості (23 жовтня 2014 року).